# Trine Schmidt
Trine Schmidt Hansen (Copenhague, 3 de junio de 1988) es una deportista danesa que compite en ciclismo en las modalidades de pista, especialista en las pruebas de puntuación y scratch, y ruta.
Ganó una medalla de plata en el Campeonato Mundial de Ciclismo en Pista de 2008 y dos medallas de oro en el Campeonato Europeo de Ciclismo en Pista de 2017.

## Medallero internacional
| Campeonato Mundial | Campeonato Mundial       | Campeonato Mundial | Campeonato Mundial |
| Año                | Lugar                    | Medalla            | Competición        |
| ------------------ | ------------------------ | ------------------ | ------------------ |
| 2008               | Mánchester (Reino Unido) | Medalla de plata   | Puntuación         |
| Campeonato Europeo |                          |                    |                    |
| Año                | Lugar                    | Medalla            | Competición        |
| 2017               | Berlín (Alemania)        | Medalla de oro     | Puntuación         |
| 2017               | Berlín (Alemania)        | Medalla de oro     | Scratch            |

## Palmarés
2007
- Campeonato de Dinamarca Contrarreloj

2008
- 2.ª en el Campeonato de Dinamarca Contrarreloj

2009
- 2.ª en el Campeonato de Dinamarca Contrarreloj
- 2.ª en el Campeonato de Dinamarca en Ruta

2010
- 2.ª en el Campeonato de Dinamarca Contrarreloj

2011
- 3.ª en el Campeonato de Dinamarca Contrarreloj
- 3.ª en el Campeonato de Dinamarca en Ruta

2016
- 2.ª en el Campeonato de Dinamarca Contrarreloj

2020
- 2.ª en el Campeonato de Dinamarca Contrarreloj